# BMW・N73エンジン
N73エンジンは、BMWのV型12気筒ガソリンエンジンの系列である。
M73エンジンの後継機種として、2003年発売の760i（日本未発売）/760Liで初めて搭載された。2005年の7シリーズマイナーチェンジ後も、引き続きこのエンジンが搭載された。

## バリエーション

### N73B60（2003年-2009年）
- タイプ：V型12気筒DOHC48バルブ 5,972cc
- 内径×行程：89.0mm×80.0mm
- 圧縮比：11.3
- 最高出力：445ps（327kW）/6,000rpm
- 最大トルク：61.2kgm（600Nm）/3,950rpm

### N73B67（2003年-）
- タイプ：V型12気筒DOHC48バルブ 6,749cc
- 内径×行程：92.0mm×84.6mm
- 圧縮比：11.0
- 最高出力：460ps（338kW）/5,350rpm
- 最大トルク：73.4kgm（720Nm）/3,500rpm

## 搭載モデル
N73B60
- E65型760i－日本未発売（2003年-2009年）
- E66型760Li（2003年-2009年）

N73B67
- Rolls-Royce Phantom (2003年- )
- Rolls-Royce Phantom EWB (2003年- )
- Rolls-Royce Phantom Drophead Coupé (2007年- )
- Rolls-Royce Phantom Coupé (2008年- )